# Раковичка буна
Раковичка буна био је оружани устанак 1871. године који је повео хрватски политичар Еуген Кватерник против аустроугарских власти, са циљем успостављања независне хрватске државе. Буна је добила име по селу Раковица гдје је и почела, а трајала је само четири дана у октобру 1871. године и завршила се поразом хрватских устаника.